# Underofficershuset

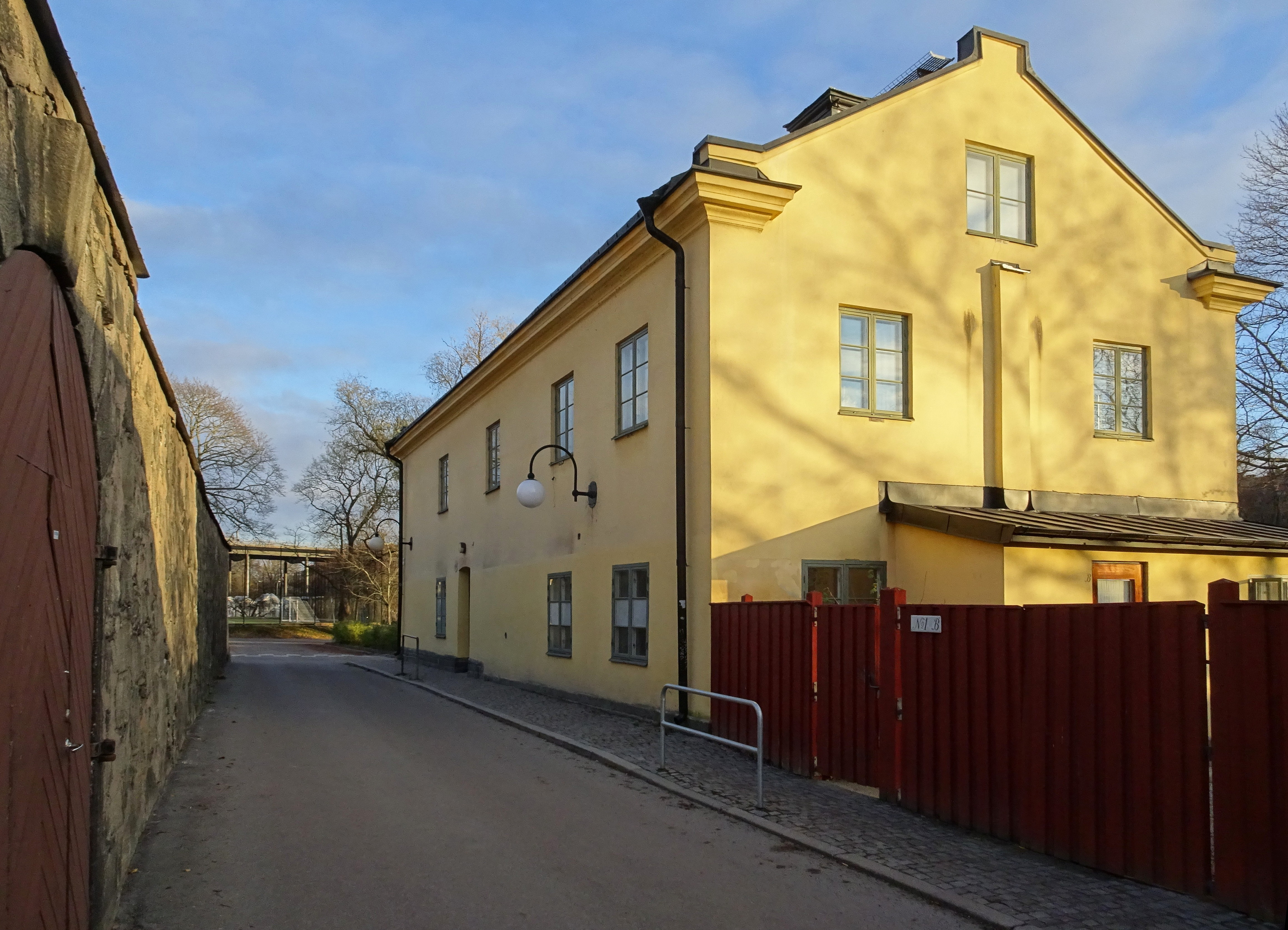
Underofficershuset sett från Långholmsmuren, november 2018.

Underofficershuset är en historiskt värdefull byggnad på ön Långholmen i Stockholm. Byggnaden uppfördes på 1760-talet som bagarstuga, tvätt- och brygghus för Långholmens spinnhus. Fastigheten, som ägs och förvaltas av AB Stadsholmen, har blivit blåmärkt av Stadsmuseet i Stockholm, vilket innebär "att bebyggelsen bedöms ha synnerligen höga kulturhistoriska värden".

## Historik

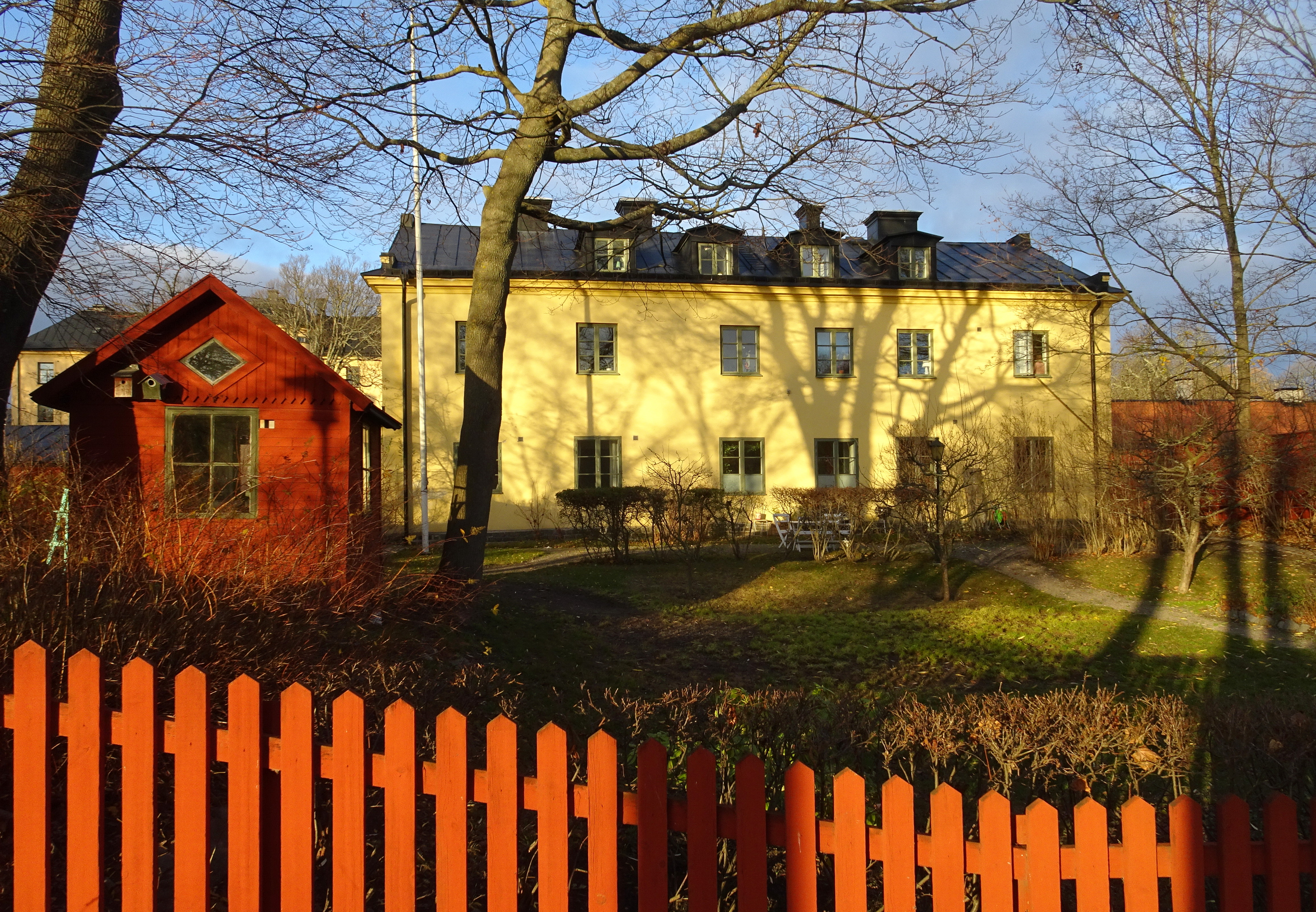
Underofficershuset och lusthuset sett från söder i november 2018.

År 1762 byggdes på västra sidan om brofästet till Långholmsbron ett stenhus, som användes som bagarstuga, tvättstuga och brygghus för Långholmens kvinnofängelse. Från början var det en enplansbyggnad med en stor spannmålsvind under ett brutet sadeltak. Under 1800-talets början nyttjades den inredda vindsvåningen som bostad för fängelsets läkare och kamrer medan tvättstuga och bageri fortfarande fanns kvar i bottenvåningen. Vid mitten av 1800-talet skapades även några bostadsrum i bottenvåningen.
När Långholmens nya centralfängelse stod klar 1880 ändrades även en del rutiner, bland annat ersattes den militära vaktstyrkan med en civil sådan (men de militära tjänstegraderna behölls) och ett stort behov av bostäder för fängelsets vaktpersonal med familjer uppstod. I samband med det byggdes huset på med en våning och fick sitt nuvarande utseende. I huset anordnades lägenheter för vaktstyrkan och underofficerare. Byggnaden kallades därefter Underofficershuset, vilket även är kvartersbeteckningen.
När fängelseverksamheten lades ner i mitten på 1970-talet fanns planer att riva alltsammans, men Underofficershuset blev kvar och förvärvades 1979 av AB Stadsholmen som i samarbete med Stadsmuseet rustade upp huset. Idag finns privatbostäder i byggnaden. Till fastigheten hör ett litet rödmålat lusthus av okänd ålder. På tomtens västra sida finns även två äldre längor för avträden respektive uthus.